# De storm (Geef niet op)
De storm (Geef niet op) is de 32ste single van de Zeeuwse band BLØF.
Het nummer is gebruikt als titelsong voor de Nederlandse speelfilm De Storm.

## Tracklist
1. De storm (Geef niet op) 4:20
2. De hemel is de aarde (akoestisch) 4:35

## Hitnoteringen
| "De storm (Geef niet op)" in de Nederlandse Single Top 100 -- binnen: 06-09-2009 | "De storm (Geef niet op)" in de Nederlandse Single Top 100 -- binnen: 06-09-2009 | "De storm (Geef niet op)" in de Nederlandse Single Top 100 -- binnen: 06-09-2009 | "De storm (Geef niet op)" in de Nederlandse Single Top 100 -- binnen: 06-09-2009 | "De storm (Geef niet op)" in de Nederlandse Single Top 100 -- binnen: 06-09-2009 | "De storm (Geef niet op)" in de Nederlandse Single Top 100 -- binnen: 06-09-2009 | "De storm (Geef niet op)" in de Nederlandse Single Top 100 -- binnen: 06-09-2009 | "De storm (Geef niet op)" in de Nederlandse Single Top 100 -- binnen: 06-09-2009 | "De storm (Geef niet op)" in de Nederlandse Single Top 100 -- binnen: 06-09-2009 | "De storm (Geef niet op)" in de Nederlandse Single Top 100 -- binnen: 06-09-2009 |
| Week                                                                             | 1                                                                                | 2                                                                                | 3                                                                                | 4                                                                                | 5                                                                                | 6                                                                                | 7                                                                                | 8                                                                                | -                                                                                |
| -------------------------------------------------------------------------------- | -------------------------------------------------------------------------------- | -------------------------------------------------------------------------------- | -------------------------------------------------------------------------------- | -------------------------------------------------------------------------------- | -------------------------------------------------------------------------------- | -------------------------------------------------------------------------------- | -------------------------------------------------------------------------------- | -------------------------------------------------------------------------------- | -------------------------------------------------------------------------------- |
| Nummer                                                                           | 10                                                                               | 53                                                                               | 47                                                                               | 47                                                                               | 70                                                                               | 76                                                                               | 85                                                                               | 95                                                                               | uit                                                                              |